# Вышетравинское сельское поселение
Вышетравинское сельское поселение — упразднённое муниципальное образование (сельское поселение) в Рязанском районе Рязанской области.
Административный центр — село Вышетравино.

## История
Законом Рязанской области от 11 мая 2017 года № 26-ОЗ, были преобразованы, путём их объединения, Вышетравинское и Окское сельские поселения — в Окское сельское поселение с административным центром в посёлке Окский.

## Население
| 2010 | 2012  | 2013  | 2014  | 2015  | 2016  | 2017  |
| ---- | ----- | ----- | ----- | ----- | ----- | ----- |
| 1525 | ↘1503 | ↘1480 | ↘1464 | ↘1433 | ↘1420 | ↘1408 |

## Состав сельского поселения
В состав сельского поселения входило 17 населённых пунктов
| №  | Населённый пункт | Тип населённого пункта       | Население |
| -- | ---------------- | ---------------------------- | --------- |
| 1  | Аксиньино        | деревня                      | 7         |
| 2  | Арсентьево       | деревня                      | 0         |
| 3  | Вышетравино      | село, административный центр | 703       |
| 4  | Глядково         | деревня                      | 14        |
| 5  | Дашки-2          | село                         | 583       |
| 6  | Климантино       | деревня                      | 8         |
| 7  | Матвеевка        | деревня                      | 13        |
| 8  | Минеево          | деревня                      | 4         |
| 9  | Новинское        | село                         | 10        |
| 10 | Павловка         | деревня                      | 24        |
| 11 | Романцево        | деревня                      | 42        |
| 12 | Сажнево          | деревня                      | 43        |
| 13 | Свобода          | посёлок                      | 39        |
| 14 | Слободка         | деревня                      | 23        |
| 15 | Сорокино         | деревня                      | 7         |
| 16 | Чичкино          | деревня                      | 1         |
| 17 | Щегрово          | деревня                      | 4         |

## Инфраструктура
В селе Вышетравино находится ЗАО «Павловский», бывший совхоз Павловский, который в советские времена занимался выращиванием семян газонных трав и цветов для озеленения городов СССР, а также животноводством. В настоящее время основным направлением производства являются выращивание зерновых культур и картофеля. С 2009 года ЗАО «Павловский» входит в состав ЗАО «Окская Птицефабрика» и вся продукция поставляется на головное предприятие для производства комбикормов.
Рядом с селом Дашки-2 располагается заброшенная в/ч 05877, в которой до 1997 года дислоцировался 439 гвардейский зенитно-ракетный полк. С 1997 года по 2010 — учебный центр Рязанского Высшего Военного Командного Училища Связи. C 2011 года брошено и разграблено.

## Достопримечательности
- Церковь Казанской иконы Божией Матери, село Вышетравино